# IMI Mini Uzi
IMI Mini Uzi — модифікація пістолет-кулемета Uzi. 
Маса зменшена за рахунок полегшення затвора, скорочення довжини ствола, оснащений пістолет-кулемет короткою зворотно-бойовою пружиною. Пістолет-кулемет має автоматику з вільним затвором. До Mini Uzi ззаду кріпиться приклад, який складається вбік. Зброя має два режими ведення вогню: одиночними або безперервною чергою.
Біля дулової частини ствола знаходяться два поперечних паза, що зменшують відведення ствола вгору при стрільбі чергами, тобто виконують роль компенсатора. В затворі є вольфрамова вкладка, що зменшує темп стрільби за рахунок збільшеної маси затвора. 

## Варіанти
- під патрон .45 ACP з магазином на 16 і 32 патрони (призначений для експорту в США).